# Vici Fagan
Vici Ceidy Roxanne Fagan Buckau, född 26 maj 1990 i Solna, är en svensk basketspelare i Södertälje BBK. Den 180 cm långa forward är äldre syster till Cleopatra Forsman Goga.
Vici Fagan spelade damligabasket med SBBK redan som 16-åring, innan hon flyttade till Göteborg för spel med Högsbo Basket i basketettan. De senaste säsongerna har hon haft ett uppehåll från basketen och bland annat fått en dotter med basketspelaren Kim Palmqvist. Hon gjorde en återkomst till elitbasketen inför säsongen 2010-2011, men skadades tidigt på säsongen och har inte spelad sedan dess. Säsongen 2010/2011 spelade hon för Telge Basket och vann SM-guld tillsammans med sin yngre syster Cleopatra Forsman Goga.